# A-Cat

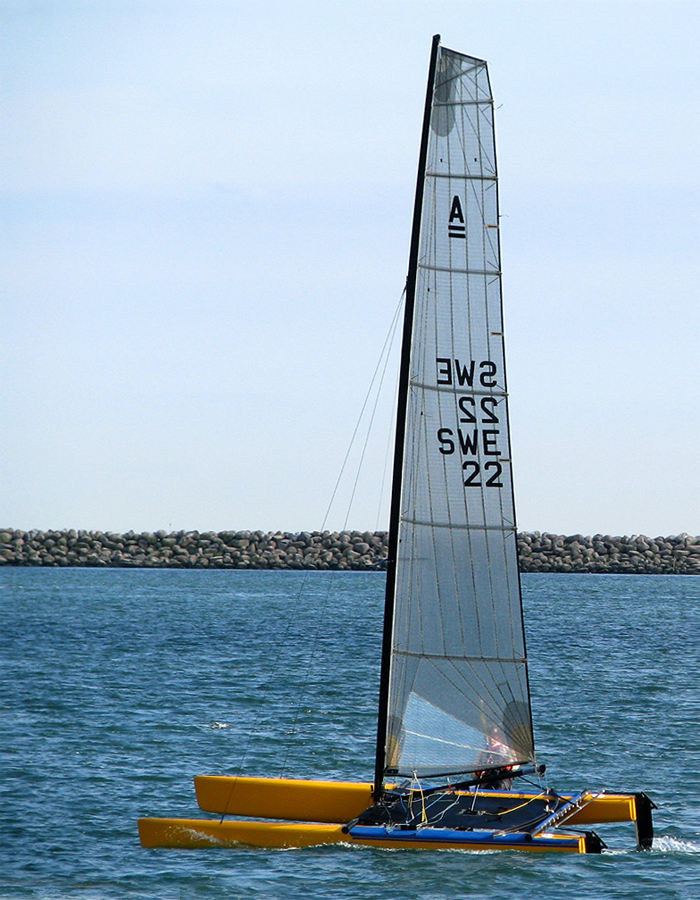
En A-Cat-katamaran i Ystad.

A-Cat är en segelbåt (katamaran) som är specialkonstruerad  för tävlingssegling med en enmansbesättning.
En A-Cat måste väga minst 75 kg, vara max 5,59 meter lång, max 2,3 meter bred och ha en maximal segelyta på 13,94 kvm.
Ett minimum av konstruktionsregler  för längd, bredd och segelyta har gjort det möjligt för många designers att utveckla båtar med exceptionella prestanda. Moderna material som kolfiber, kevlar och glasfiber används för massproduktion av skrov och master. Hastigheter på över 24 knop (44 km/h) har uppnåtts.
År 1956 skapades "A-Division-Catamaran-Class" som en fri konstruktionsklass av dåvarande "International Yacht Racing Union" i England.